# Всеволод (линейный корабль, 1809)
«Все́волод» — 66-пушечный парусный линейный корабль Балтийского флота России. Был заложен 28 августа (9 сентября) 1807 года на Соломбальской верфи Архангельска, спущен на воду 10 (12) мая 1809 года. Строительство вёл Андрей Михайлович Курочкин. Относился к типу «Всеволод», был одним из двух кораблей данного типа.

## История службы
11 августа 1812 года «Всеволод» с эскадрой вице-адмирала Романа Васильевича Кроуна вышел из Архангельского порта и начале сентября 1812 года в районе Шетландских островов попал в сильный шторм, который продолжался четыре дня. Во время шторма корабль получил серьёзные повреждения, поэтому зашёл во Фридрихсверн, где остался на зиму.
На следующий год «Всеволод» вернулся в Кронштадт и в 1814 году в составе эскадры вице-адмирала А. А. Сарычева ходил в крейсерство в Балтийском море. В 1820 году «Всеволод» перешёл из Кронштадта в Свеаборг, где его переоборудовали в блокшив.

## Командиры
Командирами корабля служили:
1. 1812 — П. Н. Нордштейн;
2. 1813 — И. А. Языков;
3. 1814 — Д. Бутлер;
4. 1820 — И. И. Барштет (Барш).